# Giedrojć (herb książęcy)
Giedrojć (Gedroyc, Gedroyć, Giedrojc, Gedroit, Gedroitski Książę, Gedroic, Hipocentaur) – polski herb książęcy, odmiana herbu Hippocentaurus. Herb własny rodziny Giedroyciów.

## Opis herbu

### Opis historyczny
Juliusz Ostrowski blazonuje herb następująco:

W polu srebrnem – Hipocentaur, czarny w części końskiej, naturalny w ludzkiej, – strzela z łuku do własnego ogona w postaci złotego węża. Nad hełmem w koronie trzy pióra strusie: czarne między białemi. Labry czarne podbite srebrem. Całość okrywa – płaszcz książęcy i mitra.

### Opis współczesny
Opis skonstruowany współcześnie brzmi następująco:
Na tarczy o polu srebrnym hipocentaur normalny w ludzkiej części, a czarny w końskiej, strzela przy tym z łuku do własnego ogona o wizerunku węża złotego.
W klejnocie trzy pióra strusie.
Labry herbowe czarne, podbite srebrem.
Całość otacza płaszcz heraldyczny, podbity gronostajem.
Płaszcz zwieńcza mitra książęca.

## Geneza
Herb jest własnością rodu Giedroyciów, o których pierwsza wzmianka historyczna pochodzi z 1399 r., kiedy to Wielki Książę Witold Kiejstutowicz sądził sprawę „kniaziów Gedroitskich” z biskupem wileńskim. Według legendy podanej przez kronikę litewską, uzupełnionej przez Stryjkowskiego i Kojałowicza – Gedroyciowie mają pochodzić od mitycznego Dowszprunga. Przeciw tej teorii stoi natomiast Józef Wolff, który wywodzi Giedroyciów od udzielnych książąt litewskich, a mianowicie od dynastii, które poprzedziły Giedyminowską. Stanowisko ich było odrębne od innych kniaziów, pod względem których ze Swirskimi tworzą oddzielną kategorię. 
Znane są różne przyznania tytułów książęcych tejże rodzinie, w Rosji na przestrzeni historycznej przyznano ich kilka, pierwszy 24 listopada 1865 roku. W 1920 roku uzyskali również potwierdzenie tytułu w Austrii.

## Herbowni
Informacje na temat herbownych w artykule sporządzone zostały na podstawie wiarygodnych źródeł, zwłaszcza klasycznych i współczesnych herbarzy. Należy jednak zwrócić uwagę na częste zjawisko przypisywania rodom szlacheckim niewłaściwych herbów, szczególnie nasilone w czasie legitymacji szlachectwa przed zaborczymi heroldiami, co zostało następnie utrwalone w wydawanych kolejno herbarzach. Identyczność nazwiska nie musi oznaczać przynależności do danego rodu herbowego. Przynależność taką mogą bezspornie ustalić wyłącznie badania genealogiczne.
Pełne listy herbownych nie są dziś możliwe do odtworzenia, także ze względu na zniszczenie i zaginięcie wielu akt i dokumentów w czasie II wojny światowej (m.in. w czasie powstania warszawskiego w 1944 spłonęło ponad 90% zasobu Archiwum Głównego w Warszawie, gdzie przechowywana była większość dokumentów staropolskich). Nazwisko znajdujące się w artykule pochodzi z Herbarza polskiego, Tadeusza Gajla. Występowanie danego nazwiska w artykule nie musi oznaczać, że konkretna rodzina pieczętowała się herbem Giedrojć. Często te same nazwiska są własnością wielu rodzin reprezentujących wszystkie stany dawnej Rzeczypospolitej, tj. chłopów, mieszczan, szlachtę. Herb Giedrojć jest herbem własnym, wiec do jego używania uprawniona jest zaledwie jedna rodzina: Giedroyciowie.

## Galeria

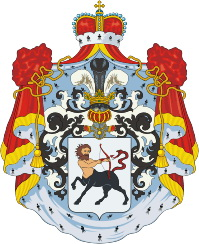
Wizerunek herbu Giedrojć z potwierdzenia w 1880 roku dla Kazimierza Michała Giedroycia przez cara Aleksandra II.
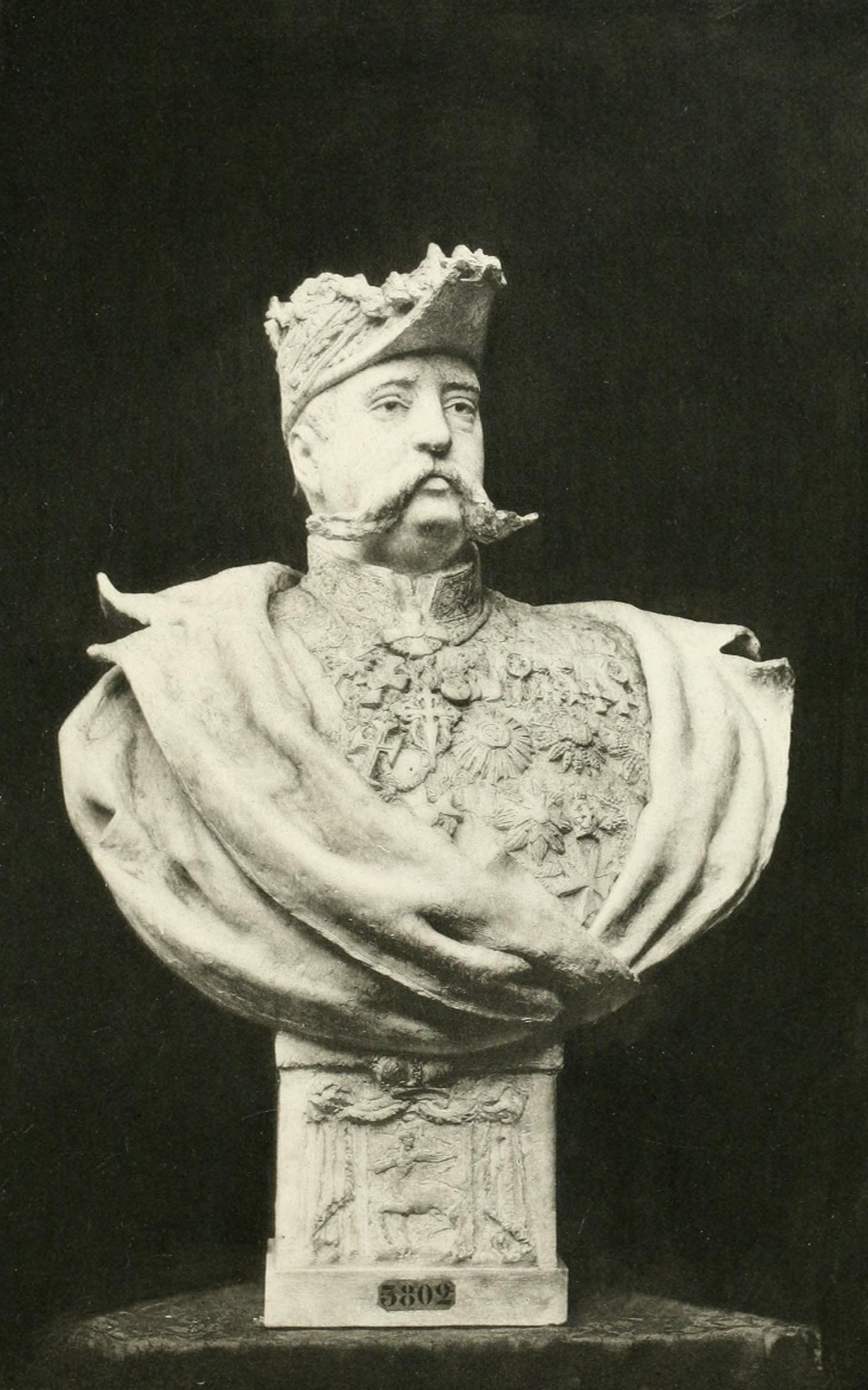
Popiersie jednego z książąt Gedroyciów z herbem Giedrojć, autorstwa francuskiego rzeźbiarza Julesa Jouanta (XX w.)